# Wampirek (film)
Wampirek (ang. The Little Vampire, niem. Der Kleine Vampir, holender. De Kleine vampier) – niemiecko-holendersko-amerykański film familijny/fantasy w reżyserii Uliego Edela. Scenariusz oparto na powieści Angeli Sommer-Bodenburg pod tym samym tytułem.
Zdjęcia kręcono w Szkocji w następujących lokacjach: Cockburnspath (hrabstwo Scottish Borders), Culross i pobliski zamek Dunimarle (hrabstwo Fife), Newliston, Dalmeny House i zamek Dundas (Edynburg i okolice), Gosford House (hrabstwo East Lothian), Linlithgow i okolice Broxburn (West Lothian).

## Fabuła
Mały Tony przyjeżdża z rodzicami do Szkocji. Jest zagubiony, nie ma przyjaciół, rówieśnicy go nie akceptują. Każdej nocy śni sen o wampirach. W końcu sen się sprawdza, spotyka jednego z nich. Początkowy strach znika, ponieważ Rudolf okazuje się sympatyczny, zabiera chłopca na podniebne spacery, pomaga straszyć dokuczających mu kolegów. Pewnego dnia Tony i Rudolf razem wyruszają na poszukiwania amuletu, który jest jedynym ratunkiem dla obłożonych klątwą wampirów.

## Obsada
- Jonathan Lipnicki – Tony Thompson
- Anna Popplewell – Anna Sackville-Bagg
- Rollo Weeks – Rudolph Sackville-Bagg
- Richard E. Grant – Frederick Sackville-Bagg
- Jim Carter – Łowca
- Alice Krige – Freda Sackville-Bagg
- Pamela Gidley(inne języki) – Dottie Thompson
- Tommy Hinkley(inne języki) – Bob Thompson
- John Wood(inne języki) – Lord McAshton

i inni

## Wersja polska
Wersja polska: Master Film

Reżyseria: Elżbieta Jeżewska

Dialogi: Elżbieta Kowalska

Montaż: Gabriela Turant-Wiśniewska

Dźwięk: Małgorzata Gil

Kierownictwo produkcji: Ewa Chmielewska

Wystąpili:
- Julian Osławski – Tony
- Jakub Truszczyński(inne języki) – Rudolf
- Sara Müldner – Anna
- Ewa Sałacka – Dottie
- Cezary Morawski – Bob
- Krzysztof Kołbasiuk – Łowca wampirów
- Wojciech Wysocki – Fryderyk
- Grażyna Barszczewska – Freda
- Adam Pluciński – Gregory
- Grzegorz Wons – Nauczyciel
- Maria Winiarska – Lorna

oraz
- Krzysztof Królak
- Jonasz Tołopiło
- Ryszard Nawrocki
- Andrzej Gawroński

i inni